# Джонсон, Гарольд Лестер
Гарольд Лестер Джонсон (англ. Harold Lester Johnson; 17 апреля 1921 — 2 апреля 1980) — американский астроном.
Член Национальной академии наук США (1969).

## Биография
Родился в Денвере (штат Колорадо), в 1942 окончил Денверский университет. В 1942—1945 работал в Массачусетском технологическом институте, затем — в Ликской, Ловелловской, Уошбернской и Йеркской обсерваториях. В 1952—1959 — астроном Ловелловской обсерватории, в 1959—1962 — профессор астрономии Техасского университета, с 1962 — профессор Аризонского университета и астроном Обсерватории Стюарда этого университета. С 1969 был также профессором Астрономического института Национального университета в Мехико (Мексика).
Основные труды в области звёздной фотометрии. В 1953 совместно с У. У. Морганом и Д. Хэррисом создал трёхцветную широкополосную электрофотометрическую систему для видимой и ближней ультрафиолетовой областей спектра — так называемую систему U, В, V, принятую в качестве международной стандартной системы для звёздной фотометрии. Выполнил в этой системе многочисленные высокоточные наблюдения звёзд галактического поля, а также звёзд в рассеянных и шаровых скоплениях и построил по этим наблюдениям диаграммы Герцшпрунга — Рассела, которые использовались многими исследователями для изучения звёздной эволюции. Система Джонсона даёт возможность определять поправки за общее и дифференциальное поглощение света в межзвёздном пространстве и благодаря этому сыграла большую роль в изучении строения Галактики. В начале 1960-х годов Джонсон распространил свою систему в инфракрасную область и выполнил первые массовые измерения блеска звёзд в различных её полосах; это позволило ему установить шкалу болометрических величин и эффективных температур для холодных звёзд. Одним из важных открытий, сделанных Джонсоном в ходе этих исследований, было обнаружение в 1964 избыточного инфракрасного излучения у квазара 3С 273. Эти работы Джонсона, наряду с первыми инфракрасными обзорами неба, проведёнными Дж. Нойгебауэром, Д. Марцем и Р. Лейтоном, Ф. Лоу, положили начало инфракрасной астрономии.

## Награды и звания
- Член Национальной академии наук США и ряда других научных обществ.

- Премия Хелены Уорнер Американского астрономического общества (1956).